# Schloss Fellenberg
Schloss Fellenberg ist ein Schlösschen und Museum im saarländischen Merzig.
Ursprünglich als Lohmühle gebaut, wurde das Gebäude nach 1858 von dem Schweizer Fabrikanten Wilhelm Tell von Fellenberg zu einem schlossartigen Bauwerk umgestaltet. Der Bau ist zweigeteilt; während der größere Teil aus einem mehrstöckigen, gelb verputzten und eher schlicht gehaltenen Trakt besteht, wurde der kleinere aus rotem Sandstein gemauert und erhielt einen Erker, einen Turm und einen Wasserspeier. Nach dem Tod des kinderlosen ersten Besitzerehepaars fiel das Schloss an die Familie von Boch. Von 1912 bis 1919 war es an den Landkreis vermietet und Wohnsitz des jeweiligen Landrates. 1934 ging das Gebäude in den Besitz des Kreises Merzig über und diente dann zeitweise als Altenheim und auch als Kranken- und Entbindungsstation. Seit 1980 wird es als Museum mit regionalgeschichtlicher Schwerpunktsetzung genutzt. In den Jahren 1997 bis 2000 erfolgte eine Totalsanierung.
Alle zwei Jahre vergibt das Museum Schloss Fellenberg den mit 2000 Euro und einer Ausstellung im Schloss dotierten Monika-von-Boch-Preis für Fotografie.

## Garten der Künste
Unmittelbar am Schloss Fellenberg liegt der Paul-Schneider-Garten der Künste, der einen Bestandteil des Projekts Gärten ohne Grenzen bildet. Hier sind unter anderem Skulpturen von Liselotte Netz-Paulik, Leo Kornbrust, Heinz Oliberius und Paul Schneider zu sehen. Der Garten der Künste ist für die Öffentlichkeit frei zugänglich.